# Tridenchthonius brasiliensis
Tridenchthonius brasiliensis är en spindeldjursart som beskrevs av Volker Mahnert 1979. Tridenchthonius brasiliensis ingår i släktet Tridenchthonius och familjen Tridenchthoniidae. Inga underarter finns listade i Catalogue of Life.